# El demonio de la perversidad
El demonio de la perversidad (en inglés: The Imp of the Perverse) es un relato corto del escritor y crítico estadounidense del siglo XIX Edgar Allan Poe. Comienza como un ensayo y trata de los impulsos autodestructivos del narrador, encarnados en la metáfora simbólica del demonio de la perversidad o diablillo perverso. El narrador describe a este espíritu como el agente que tienta a una persona a hacer cosas "simplemente porque sentimos que no deberíamos hacerlas". El espíritu de la perversidad, así, se representa como un demonio. La frase es hoy corriente en lengua inglesa, y se considera que este autor pudo estar en el origen de la misma.
En la historia, el narrador comete un asesinato para heredar los bienes de un hombre. Un forense atribuye la muerte a "la voluntad de Dios" (véase: Caso fortuito y Muerte por causas naturales), y el narrador se beneficia de su crimen. Varios años después, el narrador empieza a obsesionarse con una posible confesión por su crimen. En un impulso autodestructivo, confiesa su crimen en público, lo que lleva a su rápido juicio y ejecución.

## Argumento
El narrador explica extensamente, a manera de ensayo, su teoría sobre "El demonio de la perversidad", que, en su opinión, hace que la gente cometa actos en contra de su propio interés. Aunque el narrador admite que él es "una de las innumerables víctimas del demonio de la perversidad", explica que su condena por asesinato fue el resultado de ello.
El narrador comienza su relato explicando cómo asesinó a un hombre utilizando una vela que emitía un vapor venenoso: La víctima disfrutaba leer en la cama por la noche y, utilizando la vela para iluminarse, muere en su habitación poco ventilada. No queda ninguna prueba, por lo que el forense cree que la muerte del hombre es la "voluntad de Dios", es decir, por causas naturales. El narrador hereda los bienes del hombre, aunque la relación entre ambos no es revelada; y al saber que nunca podrá ser capturado, disfruta de los beneficios de su acto asesino durante muchos años.
El narrador permanece insospechado, aunque de vez en cuando se tranquiliza repitiendo en voz baja: "Estoy a salvo". Un día, llega a decirse que sólo permanecerá a salvo si no es tan insensato como para confesarse abiertamente. Al decir esto, sin embargo, empieza a cuestionarse si es capaz de confesar, y comienza a sentirse dominado por un repentino impulso de confesar el asesinato. Una vez asaltado por el "demonio de la perversidad", el narrador poco a poco va perdiendo la cabeza y echa a correr temeroso por las calles, despertando sospechas. Cuando finalmente es detenido, se siente golpeado por un "demonio invisible". Revela su secreto con "con una articulación clara, pero con marcado énfasis y apasionada prisa", como si temiera ser interrumpido. Rápidamente es juzgado, declarado culpable de asesinato y condenado a morir en la horca.

## Análisis
El demonio de la perversidad comienza como un ensayo más que como una obra de ficción, un formato que Poe utilizó anteriormente en El entierro prematuro.: 147  Por lo tanto, se trata menos de la trama y más de la teoría. Como Poe describe esta teoría:

Estamos al borde de un precipicio. Nos asomamos al abismo y nos mareamos. Nuestro primer impulso es alejarnos del peligro. Inexplicablemente nos quedamos... no es más que un pensamiento, aunque temible, y que hiela la médula de nuestros huesos con la ferocidad del deleite de su horror. No es más que la idea de cuáles serían nuestras sensaciones durante la precipitación arrolladora de una caída desde tal altura... por esta misma causa la deseamos ahora más vivamente.

La obra teoriza que todas las personas tienen tendencias autodestructivas, incluido el narrador. La confesión final del narrador como asesino no está inspirada por ningún sentimiento de culpa sino, por el contrario, por un deseo irrefrenable de dar a conocer sus actos a pesar de saber que no debería hacerlo.
El relato puede haberse inspirado en Idiosincracias de John Neal, un cuento similar al de Poe publicado dos años antes en el periódico literario Brother Jonathan.
El relato se ha destacado por su análisis psicológico del comportamiento y las motivaciones humanas, que presagia los conceptos de Sigmund Freud y Carl Jung y el psicoanálisis. "De todos los relatos de Poe, éste es uno de los que con más fuerza prefigura las ideas de Sigmund Freud, el fundador del psicoanálisis". La teoría de Poe del diablillo perverso puede ser también una noción temprana del subconsciente y la represión, que no se teorizaría plenamente hasta Freud.
Muchos de los personajes de Poe muestran una incapacidad para resistirse al "demonio de la perversidad" que anida en ellos, como el asesino de El gato negro  y el narrador de El corazón delator. Lo contrario de este impulso se observa en el personaje de Poe, C. Auguste Dupin, que hace gala de razón y profundo análisis.: 202  Uno de los primeros ejemplos, anterior a El demonio de la perversidad, aparece en la novela de Poe La narración de Arthur Gordon Pym. En una escena, el personaje del título se ve invadido por un deseo irrefrenable de dejarse caer por un precipicio escarpado.: 57 
Además, estudiosos y críticos sugieren que Poe tenía su propio demonio de la perversidad. El biógrafo de Poe Jeffrey Meyers sugirió que Poe lo escribió para justificar sus propias acciones de autotormento y autodestrucción. James M. Hutchisson afirma que la obra refleja los celos y el sentimiento de traición de Poe que le llevaron a su enemistad pública con Henry Wadsworth Longfellow y la cultura literaria de Nueva Inglaterra; la llamada "Guerra de Longfellow" (Longfellow War), en la que Poe lo acusó de plagio, estaba teniendo lugar en la misma época en que Poe escribió El demonio de la perversidad.: 201  Tres meses después de la publicación del relato, Poe arremetió contra el círculo literario de Boston intentando engañarlos con la lectura de su oscuro poema Al Aaraaf en una conferencia. El biógrafo Daniel Stashower sugiere que el intento deliberado de Poe de provocar a su público y alienarse aún más fue inspirado por su demonio de la perversidad.

### El demonio de la perversidad
Poe emplea la mayor parte del cuento en exponer su teoría del "demonio de la perversidad", aunque no está probado si fue él mismo quien creó el término. A través de la voz del narrador anónimo, Poe describe la 'perversidad' (perverseness, con un sentido del que carece el vocablo en castellano) como una especie de impulso primitivo pasado por alto por los frenólogos y moralistas. Se trata de una pulsión inmotivada que empuja a la persona a empeñarse en la comisión de faltas, incluso en contra de sus propios intereses.

Tenemos ante nosotros una tarea que debe ser cumplida velozmente. Sabemos que la demora será ruinosa. La crisis más importante de nuestra vida exige, a grandes voces, energía y acción inmediatas. Ardemos, nos consumimos de ansiedad por comenzar la tarea, y en la anticipación de su magnífico resultado nuestra alma se enardece. Debe, tiene que ser emprendida hoy y, sin embargo, la dejamos para mañana; y ¿por qué? No hay respuesta, salvo que sentimos esa actitud perversa, usando la palabra sin comprensión del principio.

Julio Cortázar recuerda que para el biógrafo francés de Poe Émile Lauvrière el sentido de la perverseness tampoco coincide con el sentido de la palabra en francés. En inglés es el «encarnizamiento en hacer lo que no se quisiera y no se debiera hacer». También apunta que Poe, que en general aceptaba los principios de la frenología, en este relato sin embargo parece considerarla como una pseudociencia.

## Publicación

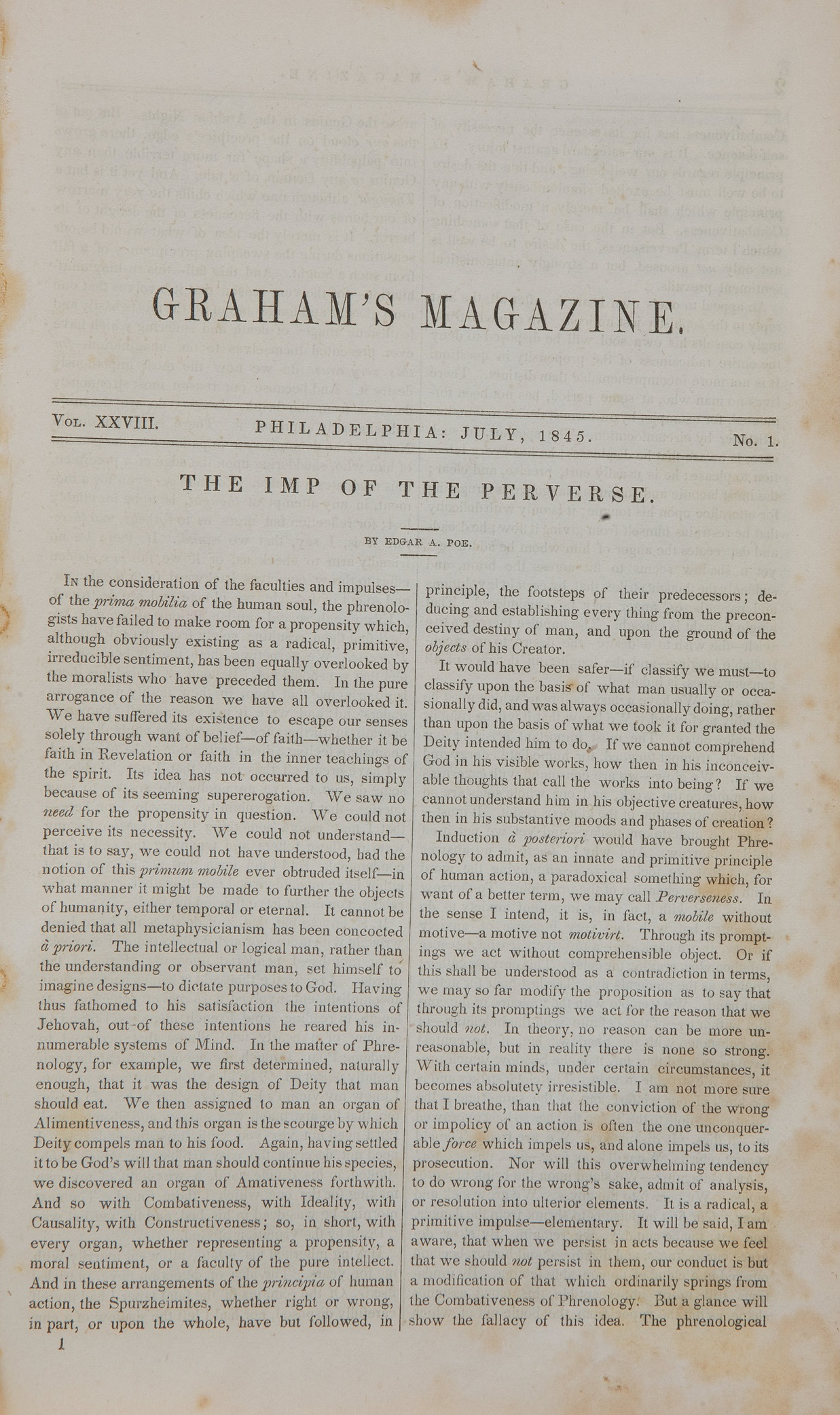
Primera publicación del relato en la edición de julio de 1845 de Graham's Magazine, Vol. XXVIII, Filadelfia.

El demonio de la perversidad fue publicado por primera vez en el número de julio de 1845 de la revista Graham's Magazine. Una versión ligeramente revisada apareció en el anuario literario May-Flower de 1846, editado en Boston.: 571 
Posteriormente el cuento sería incluido en Narraciones extraordinarias, una colección de varios de sus cuentos traducidos al francés y publicados por Charles Baudelaire en 1857.

## Recepción crítica
Poe informó en el Broadway Journal en diciembre de 1845 que el Nassau Monthly de la Universidad de Princeton criticó duramente El demonio de la perversidad. Calificándolo de "patraña", el crítico señaló que la línea de razonamiento del autor sobre esta idea filosófica era difícil de seguir. "Persigue desde el desierto de la frenología al del trascendentalismo, luego al de la metafísica en general; después, a través de muchas páginas cansadas, al campo abierto de la filosofía inductiva, donde por fin acorrala a la pobre cosa, y luego la golpea sin piedad hasta matarla con un palo largo".: 602–603 